# Potamophilinus perplexus
Potamophilinus perplexus là một loài bọ cánh cứng trong họ Elmidae. Loài này được Waterhouse miêu tả khoa học năm 1876.